# Тит Клелий Сикул
Тит Клелий Сикул (лат. Titus Cloelius Siculus; V век до н. э.) — римский политический деятель из патрицианского рода Клелиев, военный трибун с консульской властью в 444 году до н. э.
Тит Клелий стал членом самой первой коллегии военных трибунов с консульской властью. Кроме него туда входили ещё Авл Семпроний Атратин и Луций Атилий Луск. Спустя всего три месяца этим магистратам пришлось сложить полномочия, так как выяснилось, что проводивший выборы консул предыдущего года Гай Курций Филон не вполне правильно поставил шатёр для птицегаданий.
В 442 году Тит Клелий был одним из триумвиров, руководивших выводом колонии в Ардею. Большая часть земли в колонии досталась не римлянам, а союзникам, что вызвало всеобщее возмущение в городе. Клелий и его коллеги, Агриппа Менений Ланат и Марк Эбуций Гельва, уже вызванные в суд, сами записались в колонисты и остались в Ардее.